# División de Banbhore
La división de Banbhore (en urdu : قلات ڈویژن) es una subdivisión administrativa de la provincia de Sind en Pakistán. Cuenta con 3,6 millones de habitantes en 2017, y su capital es Thatta.
Si bien todas las divisiones pakistaníes fueron derogadas en 2000 y luego restablecidas en 2008, la división de Banbhore fue creada en 2014 por el gobierno provincial de Sind al segregarla de la división de Hyderabad.
La división reagrupa los distritos siguientes:
- Badin
- Sujawal
- Thatta